# Вила-Алва
Вила-Алва (порт.  Vila Alva) - фрегезия (район) в муниципалитете Куба округа Бежа в Португалии. Территория – 36,88 км². Население – 624 жителей. Плотность населения – 16,9 чел/км².